# Don't Let Me Be Misunderstood (album)
Don't Let Me Be Misunderstood è il primo album del gruppo musicale Santa Esmeralda pubblicato nel 1977 inizialmente dalla Phillips Records e in seguito sotto l'etichetta Casablanca Records.

## Tracce
La canzone Don't Let Me Be Misunderstood (da cui il disco trae il nome) deriva dal brano composto da Nina Simone e successivamente rielaborato dal gruppo The Animals.
1. Don't Let Me Be Misunderstood – 7:57
2. Esmeralda Suite – 7:58
3. Gloria – 3:36
4. You're My Everything – 5:40
5. Black Pot – 7:12

## Classifiche
| Classifica (1977-78) | Posizione massima |
| -------------------- | ----------------- |
| Austria              | 2                 |
| Canada               | 29                |
| Germania             | 1                 |
| Grecia               | 4                 |
| Italia               | 1                 |
| Paesi Bassi          | 1                 |
| Spagna               | 9                 |
| Svezia               | 38                |